# 야세르 알카타니
야세르 사이드 모슬레흐 압둘라흐만 알카흐타니(아랍어: ياسر سعيد مصلح عبد الرحمن القحطاني, Yasser Saeed Mosleh Abdulrahman Al-Qahtani, 1982년 10월 10일)는 사우디아라비아의 전 축구 선수이다.
2005년, 그가 알카디시야에서 알힐랄로 이적하는데 2,300만 리얄(533만 달러)이 들었다고 한다. 알카타니는 자신이 참가한 첫 월드컵인 2006년 FIFA 월드컵에선 튀니지를 상대로 골을 넣었고, 2007년 AFC 아시안컵에서는 토너먼트에서의 뛰어난 활약으로 팀은 준우승, 자신은 득점왕에 오르는 영광을 누렸다. 알카타니는 국제축구역사통계연맹이 선정한 2007년 세계에서 6번째로 가장 많은 골을 넣은 선수로 선정되었다.
| 이전 알라 후바일 알리 카리미 | 제14대 AFC 아시안컵 득점왕 2007년 공동 득점왕 유니스 마무드 다카하라 나오히로 | 다음 구자철 |

## 같이 보기
- A매치 100경기 이상 출전한 축구 선수 명단